# Paul Kleinschmidt
Pour les articles homonymes, voir Kleinschmidt.
Paul Kleinschmidt, né le 31 juillet 1883 à Bublitz (arrondissement de Bublitz (de) en province de Poméranie, alors dans l'Empire allemand) et mort le 2 août 1949 à Bensheim (en Hesse, Allemagne), est un artiste peintre allemand.

## Biographie
Pendant la période Nazie, les œuvres de Kleinschmidt considérées comme de l'art dégénérée ont été saisies.
Certaines de ces œuvres ont été exposées dans l'exposition « Art dégénéré ».
En conséquence de cela, il émigre aux Pays-Bas en 1936 puis reste à nouveau dans le sud de la France de 1937 à 1939.